# Association pour l'union monétaire de l'Europe
Pour les articles homonymes, voir AUME.
L'Association pour l'Union Monétaire de l'Europe (AUME) était un lobby installé à Paris soutenu par de nombreuses multinationales européennes prônant l'établissement d'une monnaie unique en Europe pour assurer le succès du Marché Unique. L'association s'est dissoute en 2002, une fois son objectif atteint : l'euro monnaie unique. L'idée de sa création en 1987 est née d'Helmut Schmidt et de Valéry Giscard d'Estaing.
Elle a été présidée par Cor van der Klugt, Président de Philips, puis par Étienne Davignon, Président de la Société générale de Belgique (ancien Vice-président de la Commission Européenne), tandis qu'elle avait pour Vice-Présidents François-Xavier Ortoli, Président de Total (ancien Ministre, ancien Président de la Commission Européenne) et Giovani Agnelli, Président de Fiat. Bertrand de Maigret (H.E.C.,ancien Député) en fut successivement Délégué Général puis Administrateur-délégué tandis que Stefan Collignon en était le Directeur des Études.
Les entreprises membres de l'AUME employaient près de dix millions de personnes, et ont contribué par des groupes d'étude à la publication d'ouvrages sur l'économie, la monnaie, puis la mise en œuvre de l'euro dans les entreprises (près de 4 000 000 exemplaires vendus). L'Association a organisé plus de mille conférences ou réunions publiques, dans de nombreux pays, elle était souvent consultée par les Gouvernements et Administrations.